# Premi annuali dell'AFC
I Premi annuali dell'AFC, anche conosciuti in inglese come  AFC Annual Awards, sono dei riconoscimenti individuali che vengono assegnati dalla Asian Football Confederation al termine di ogni anno ai giocatori più eccezionali della stagione calcistica asiatica. 
I premi vengono consegnati alla fine di ogni anno in uno speciale gala..

## Premi giocatori

### Calciatore asiatico dell'anno
Il Calciatore asiatico dell'anno è un premio che viene assegnato nel mondo del calcio; è stato istituito nel 1994 dalla Asian Football Confederation. Dal 1988 al 1994 il premio, che non aveva i crismi dell'ufficialità, veniva assegnato dall'IFFHS.
Il premio viene assegnato annualmente al giocatore asiatico che più si è distinto nella stagione precedente militando in una squadra associata alla FIFA.

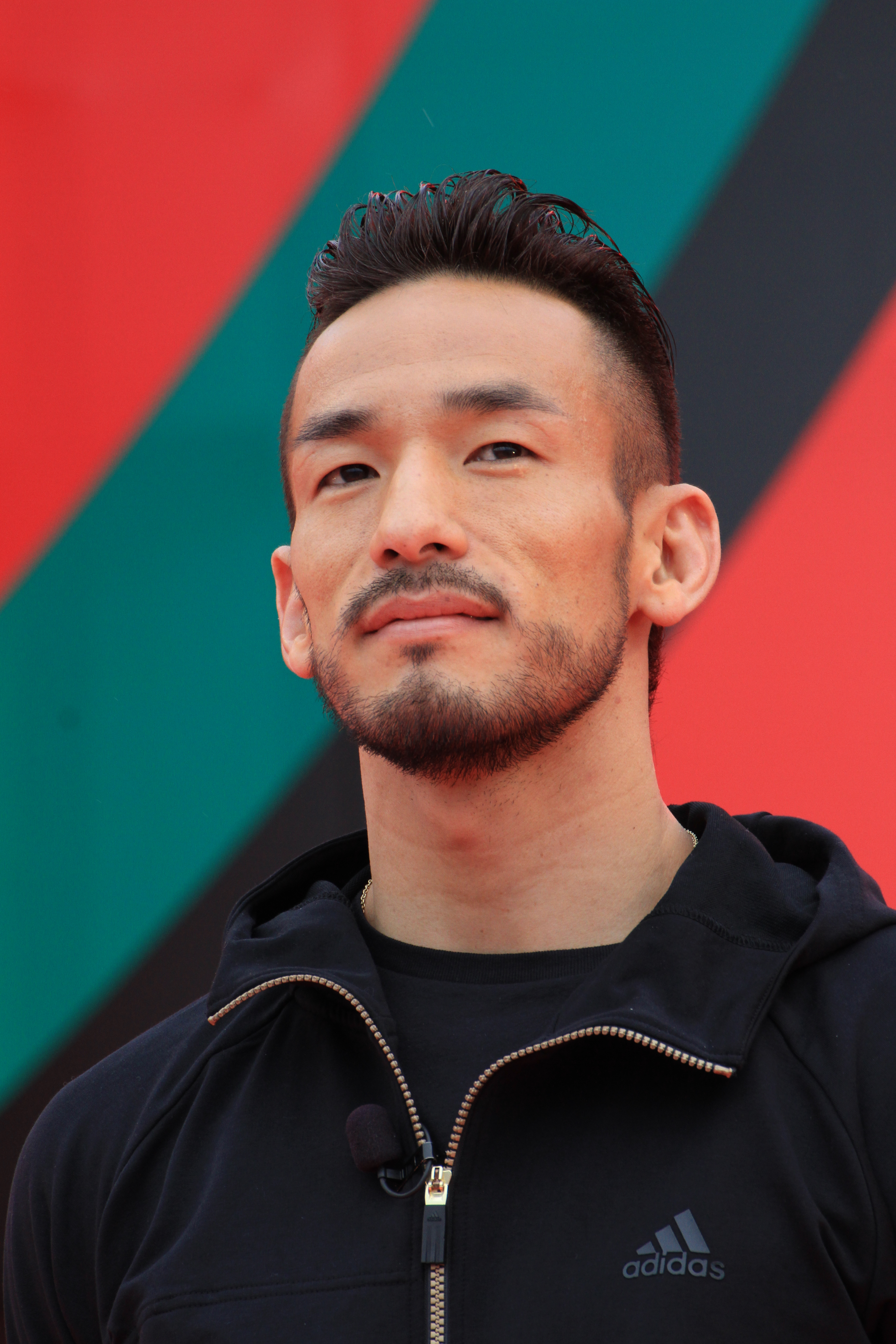
Hidetoshi Nakata, calciatore asiatico dell'anno nel 1997 e 1998.

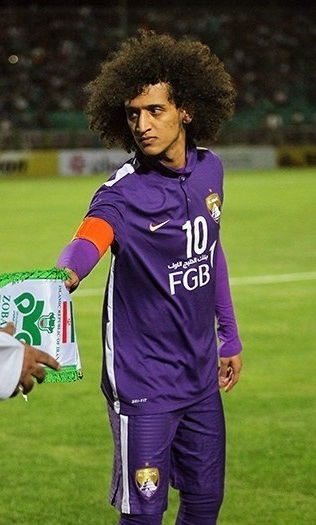
Omar Abdulrahman vincitore del premio nel 2016.

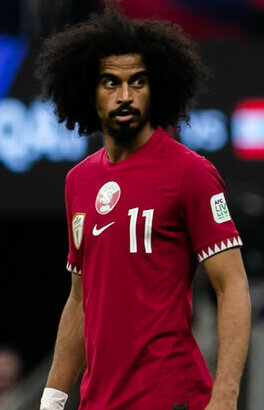
Akram Afif vincitore del premio nel 2019 e 2023.

| Anno | Calciatore          | Nazionalità         | Club                  |
| ---- | ------------------- | ------------------- | --------------------- |
| 1988 | Ahmed Radhi         | Iraq                | Al-Rasheed            |
| 1989 | Kim Joo-Sung        | Corea del Sud       | Daewoo Royals         |
| 1990 | Kim Joo-Sung        | Corea del Sud       | Daewoo Royals         |
| 1991 | Kim Joo-Sung        | Corea del Sud       | Daewoo Royals         |
| 1992 | Non assegnato       | Non assegnato       | Non assegnato         |
| 1993 | Kazuyoshi Miura     | Giappone            | Verdy Kawasaki        |
| 1994 | Saeed Al-Owairan    | Arabia Saudita      | Al-Shabab             |
| 1995 | Masami Ihara        | Giappone            | Yokohama Marinos      |
| 1996 | Khodadad Azizi      | Iran                | Bahman                |
| 1997 | Hidetoshi Nakata    | Giappone            | Bellmare Hiratsuka    |
| 1998 | Hidetoshi Nakata    | Giappone            | Perugia               |
| 1999 | Ali Daei            | Iran                | Hertha Berlino        |
| 2000 | Nawaf Al-Temyat     | Arabia Saudita      | Al-Hilal              |
| 2001 | Fan Zhiyi           | Cina                | Dundee                |
| 2002 | Shinji Ono          | Giappone            | Feyenoord             |
| 2003 | Mehdi Mahdavikia    | Iran                | Amburgo               |
| 2004 | Ali Karimi          | Iran                | Al-Ahli               |
| 2005 | Hamad Al-Montashari | Arabia Saudita      | Al-Ittihad            |
| 2006 | Khalfan Ibrahim     | Qatar               | Al-Sadd               |
| 2007 | Yasser Al-Qahtani   | Arabia Saudita      | Al-Hilal              |
| 2008 | Server Džeparov     | Uzbekistan          | Bunyodkor             |
| 2009 | Yasuhito Endō       | Giappone            | Gamba Osaka           |
| 2010 | Saša Ognenovski     | Australia           | Seongnam Ilhwa Chunma |
| 2011 | Server Džeparov     | Uzbekistan          | Al-Shabab             |
| 2012 | Lee Keun-ho         | Corea del Sud       | Ulsan Hyundai         |
| 2013 | Zheng Zhi           | Cina                | Guangzhou Evergrande  |
| 2014 | Nasser Al-Shamrani  | Arabia Saudita      | Al-Hilal              |
| 2015 | Ahmed Khalil        | Emirati Arabi Uniti | Al-Ahli Club          |
| 2016 | Omar Abdulrahman    | Emirati Arabi Uniti | Al Ain FC             |
| 2017 | Omar Kharbin        | Siria               | Al-Hilal              |
| 2018 | Abdelkarim Hassan   | Qatar               | Al-Sadd               |
| 2019 | Akram Afif          | Qatar               | Al-Sadd               |
| 2020 | Non assegnato       | Non assegnato       | Non assegnato         |
| 2021 | Non assegnato       | Non assegnato       | Non assegnato         |
| 2022 | Salem Al-Dawsari    | Arabia Saudita      | Al-Hilal              |
| 2023 | Akram Afif          | Qatar               | Al-Sadd               |

### Calciatrice asiatica dell'anno

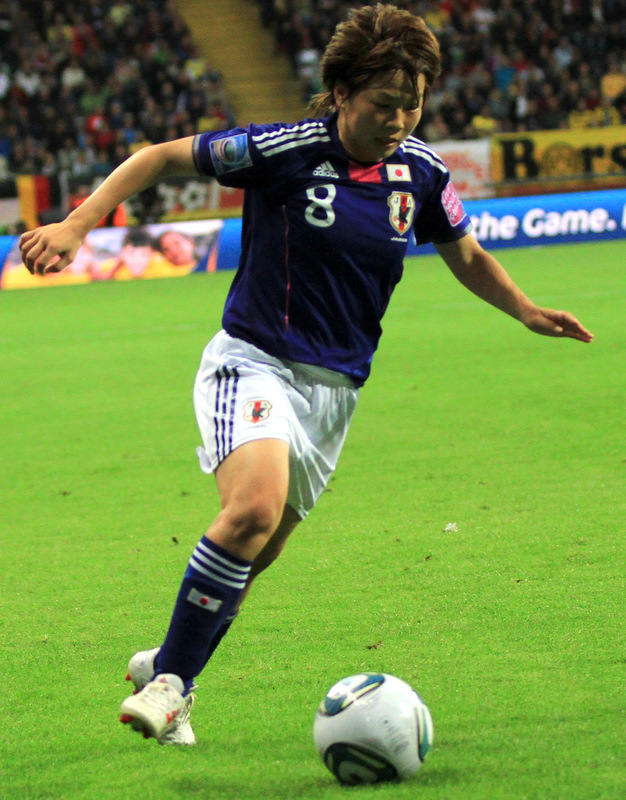
Aya Miyama, calciatrice dell'anno per tre volte (2011, 2012 e 2015).

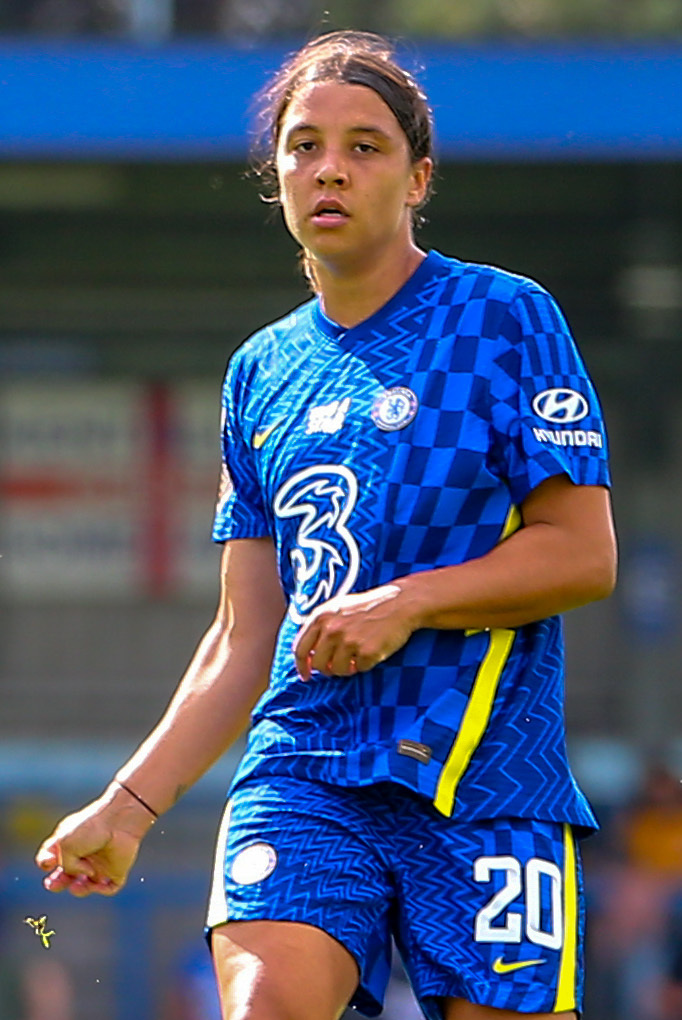
Samantha Kerr, due volte vincitrice nel 2017 e 2022.

| Anno                           | Giocatrice    | Nazionale      | Squadra              | Note          |
| ------------------------------ | ------------- | -------------- | -------------------- | ------------- |
| 1999                           | Sun Wen       | Cina           | Shanghai SVA         |               |
| Non assegnato dal 2000 al 2002 |               |                |                      |               |
| 2003                           | Bai Jie       | Cina           | Washington Freedom   |               |
| 2004                           | Homare Sawa   | Giappone       | NTV Beleza           |               |
| 2005                           | Natsuko Hara  | Giappone       | NTV Beleza           |               |
| 2006                           | Ma Xiaoxu     | Cina           | Dalian Shide         |               |
| 2007                           | Ri Kum-suk    | Corea del Nord | April 25             |               |
| 2008                           | Homare Sawa   | Giappone       | NTV Beleza           |               |
| 2009                           | Non assegnato | Non assegnato  | Non assegnato        | Non assegnato |
| 2010                           | Kate Gill     | Australia      | Perth Glory          |               |
| 2011                           | Aya Miyama    | Giappone       | Okayama Yunogo Belle |               |
| 2012                           | Aya Miyama    | Giappone       | Okayama Yunogo Belle | [ 4 ]         |
| 2013                           | Non assegnato | Non assegnato  | Non assegnato        | Non assegnato |
| 2014                           | Katrina Gorry | Australia      | Kansas City          | [ 5 ]         |
| 2015                           | Aya Miyama    | Giappone       | Okayama Yunogo Belle | [ 6 ]         |
| 2016                           | Caitlin Foord | Australia      | Sydney FC            | [ 7 ]         |
| 2017                           | Sam Kerr      | Australia      | Perth Glory          | [ 8 ]         |
| 2018                           | Wang Shuang   | Cina           | Paris Saint-Germain  |               |
| 2019                           | Saki Kumagai  | Giappone       | Lyon                 | [ 9 ]         |
| Non assegnato dal 2020 al 2021 |               |                |                      |               |
| 2022                           | Sam Kerr      | Australia      | Chelsea              | [ 10 ]        |
| 2023                           | Kiko Seike    | Giappone       | Urawa Red Diamonds   | [ 11 ]        |

### Giocatore internazionale asiatico dell'anno
L'AFC Asian International Player of the Year è un premio annuale assegnato dalla Asian Football Confederation (AFC) al giocatore asiatico che ha ottenuto la migliore prestazione giocando in una squadra al di fuori dell'Asia in un anno solare.

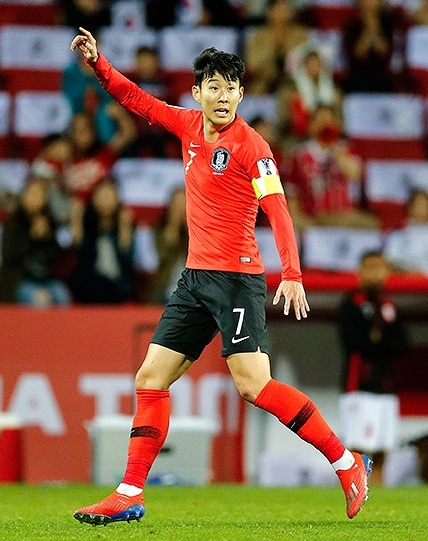
Son Heung-Min, quattro volte Giocatore internazionale dell'anno (2015, 2017, 2019 e 2023)

| Anno | Calciatore     | Nazionalità   | Club                  |
| ---- | -------------- | ------------- | --------------------- |
| 2012 | Shinji Kagawa  | Giappone      | Manchester United     |
| 2013 | Yūto Nagatomo  | Giappone      | Inter                 |
| 2014 | Mile Jedinak   | Australia     | Crystal Palace        |
| 2015 | Son Heung-Min  | Corea del Sud | Tottenham Hotspur     |
| 2016 | Shinji Okazaki | Giappone      | Leicester City        |
| 2017 | Son Heung-Min  | Corea del Sud | Tottenham Hotspur     |
| 2018 | Makoto Hasebe  | Giappone      | Eintracht Francoforte |
| 2019 | Son Heung-Min  | Corea del Sud | Tottenham             |
| 2020 | Non assegnato  | Non assegnato | Non assegnato         |
| 2021 | Non assegnato  | Non assegnato | Non assegnato         |
| 2022 | Kim Min-jae    | Corea del Sud | Napoli                |
| 2023 | Son Heung-Min  | Corea del Sud | Tottenham             |

### Giocatrice internazionale asiatica dell'anno
| Anno | Giocatrice      | Nazionale | Squadra | Note   |
| ---- | --------------- | --------- | ------- | ------ |
| 2023 | Ellie Carpenter | Australia | Lyon    | [ 11 ] |

### Miglior giovane asiatico dell'anno
Il premio Giovane calciatore asiatico dell'anno, ufficialmente noto come AFC Youth Player of the Year, viene assegnato al miglior giovane calciatore asiatico, che non ha ancora compiuto i ventitre anni. Viene assegnato dalla Confederazione asiatica di calcio (AFC) dal 1995, fino all'edizione 2007 sia i giocatori maschili che quelli femminili competevano per lo stesso riconoscimento; dall'edizione 2008 è stato introdotto il premio per il Giovane calciatore asiatico dell'anno e quello per la Giovane calciatrice asiatica dell'anno

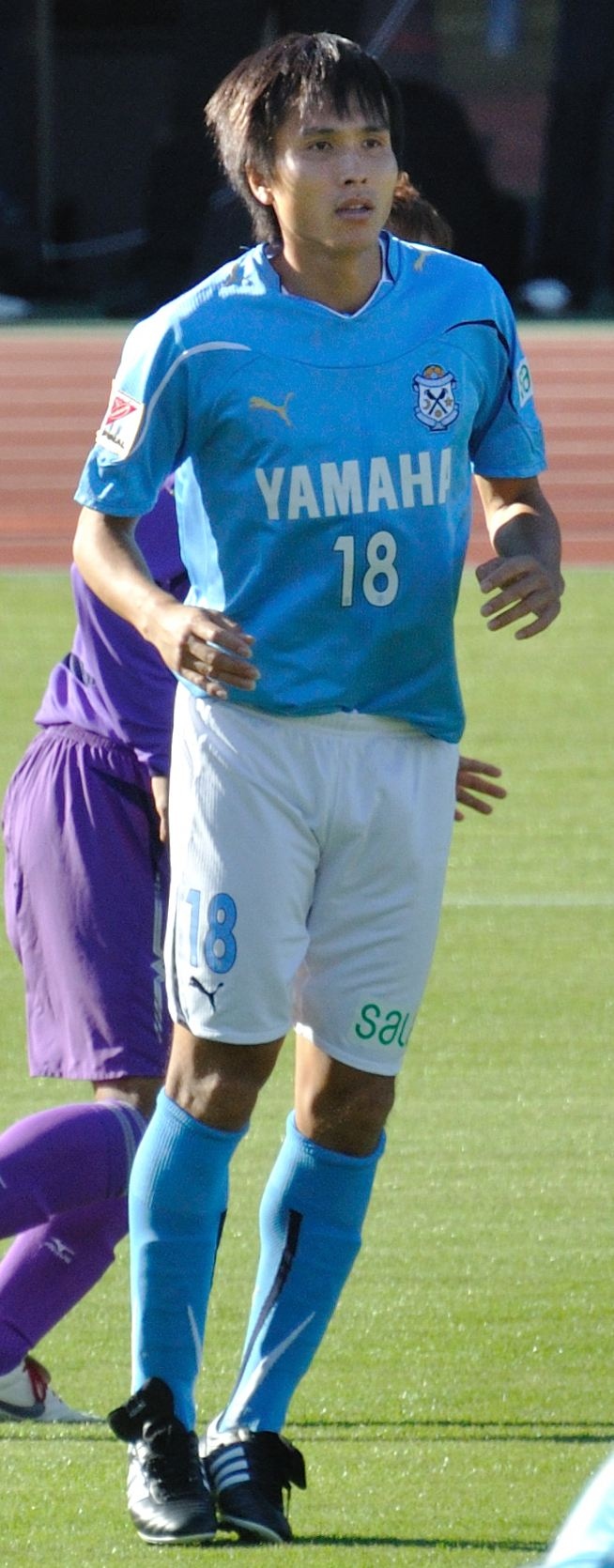
Ryoichi Maeda, Giovane calciatore asiatico dell'anno nel 2000

| Anno | Giocatore           | Genere | Nazione        | Squadra                | Note |
| ---- | ------------------- | ------ | -------------- | ---------------------- | ---- |
| 1995 | Mohammed Al-Kathiri | Uomo   | Oman           | Al-Nasr                |      |
| 1996 | Bamrung Boonprom    | Uomo   | Thailandia     | Bangkok Bank           |      |
| 1997 | Mehdi Mahdavikia    | Uomo   | Iran           | Persepolis             |      |
| 1998 | Shinji Ono          | Uomo   | Giappone       | Urawa Red Diamonds     |      |
| 1999 | Waleed Hamzah       | Uomo   | Qatar          | Al-Arabi               |      |
| 2000 | Ryoichi Maeda       | Uomo   | Giappone       | Jubilo Iwata           |      |
| 2001 | Du Wei              | Uomo   | Cina           | Shanghai Shenhua       |      |
| 2002 | Lee Chun-soo        | Uomo   | Corea del Sud  | Ulsan Hyundai Horang-i |      |
| 2003 | Yoshito Okubo       | Uomo   | Giappone       | Cerezo Osaka           |      |
| 2004 | Park Chu-young      | Uomo   | Corea del Sud  | Korea University       |      |
| 2005 | Choe Myong-ho       | Uomo   | Corea del Nord | Kyonggongop            |      |
| 2006 | Ma Xiaoxu           | Donna  | Cina           | Dalian Shide           |      |
| 2007 | Kim Kum-il          | Uomo   | Corea del Nord | April 25               |      |

#### Giovane calciatore asiatico dell'anno

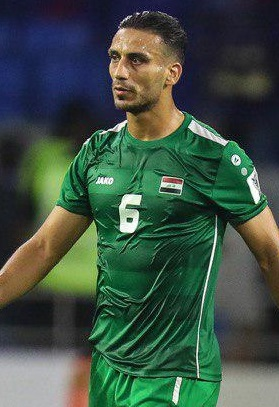
Ali Adnan, Giovane calciatore asiatico dell'anno nel 2013

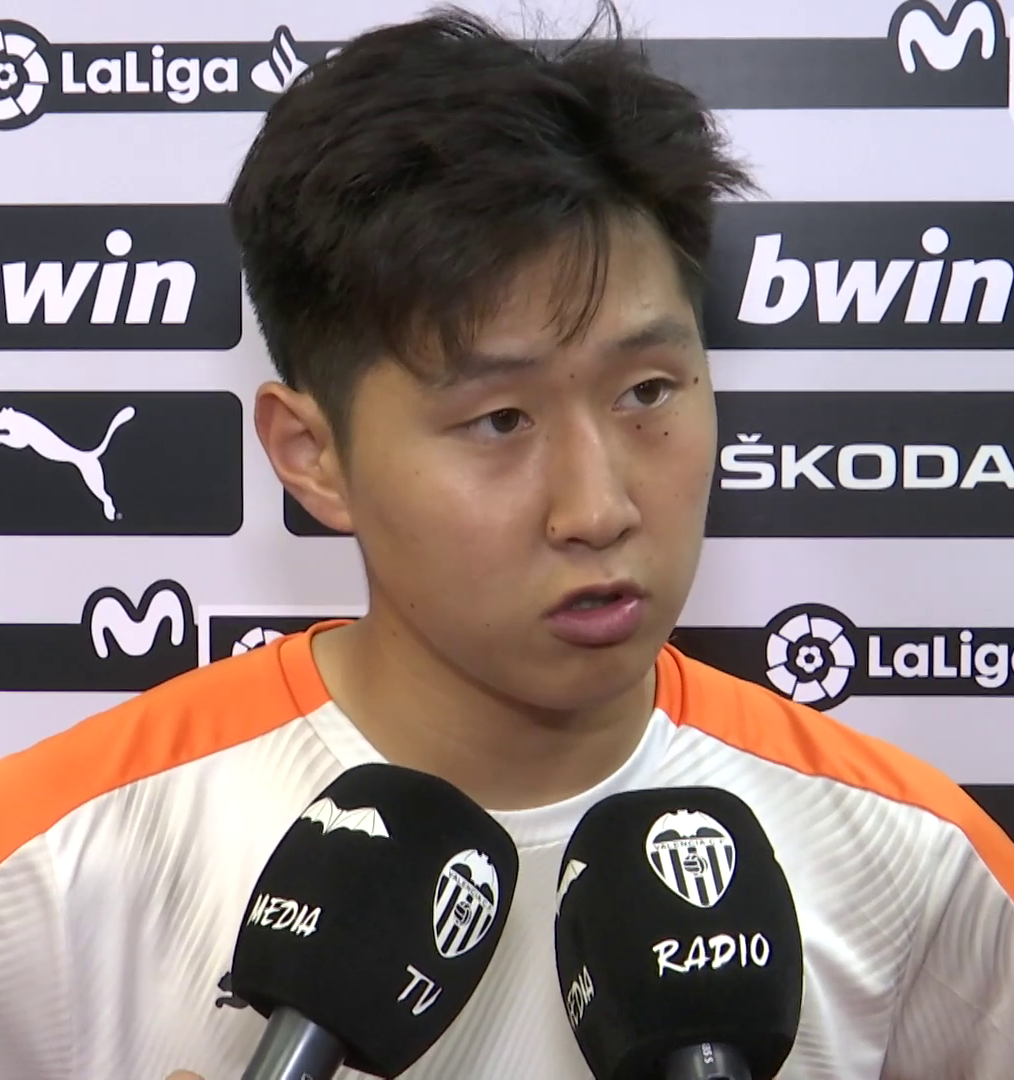
Lee Kang-in, vincitore del premio per il miglior giovane nel 2019

| Anno                           | Giocatore             | Nazionale           | Squadra         | Note   |
| ------------------------------ | --------------------- | ------------------- | --------------- | ------ |
| 2008                           | Ahmed Khalil          | Emirati Arabi Uniti | Al-Ahli         |        |
| 2009                           | Ki Sung-yueng         | Corea del Sud       | FC Seoul        |        |
| 2010                           | Jong Il-gwan          | Corea del Nord      | Rimyongsu       |        |
| 2011                           | Hideki Ishige         | Giappone            | Shimizu S-Pulse |        |
| 2012                           | Mohannad Abdul-Raheem | Iraq                | Duhok SC        | [ 12 ] |
| 2013                           | Ali Adnan Kadhim      | Iraq                | Çaykur Rizespor | [ 13 ] |
| 2014                           | Ahmed Moein           | Qatar               | Eupen           | [ 14 ] |
| 2015                           | Dostonbek Khamdamov   | Uzbekistan          | Bunyodkor       | [ 15 ] |
| 2016                           | Ritsu Dōan            | Giappone            | Gamba Osaka     | [ 16 ] |
| 2017                           | Lee Seung-woo         | Corea del Sud       | Hellas Verona   | [ 17 ] |
| 2018                           | Turki Al-Ammar        | Arabia Saudita      | Al-Shabab       |        |
| 2019                           | Lee Kang-in           | Corea del Sud       | Valencia        | [ 18 ] |
| Non assegnato dal 2020 al 2021 |                       |                     |                 |        |
| 2022                           | Kuryū Matsuki         | Giappone            | FC Tokyo        |        |
| 2023                           | Abbosbek Fayzullaev   | Uzbekistan          | CSKA Moscow     | [ 19 ] |

#### Giovane calciatrice asiatica dell'anno

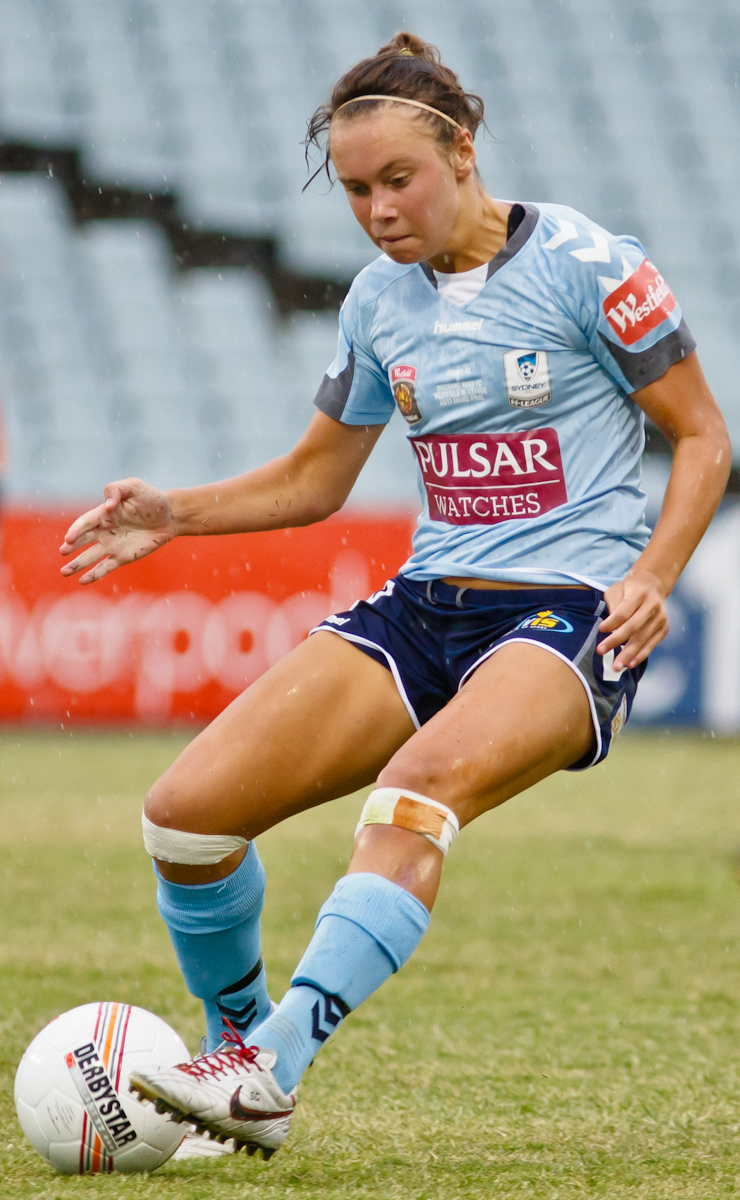
Caitlin Foord, Giovane calciatrice asiatica dell'anno nel 2011

| Anno                           | Giocatore        | Nazionale      | Squadra                     | Note   |
| ------------------------------ | ---------------- | -------------- | --------------------------- | ------ |
| 2008                           | Mana Iwabuchi    | Giappone       | Nippon TV Beleza            |        |
| 2009                           | Mana Iwabuchi    | Giappone       | Nippon TV Beleza            |        |
| 2010                           | Yeo Min-ji       | Corea del Sud  | Haman Daesan High School    |        |
| 2011                           | Caitlin Foord    | Australia      | Sydney FC                   |        |
| 2012                           | Hanae Shibata    | Giappone       | Urawa Red Diamonds          | [ 20 ] |
| 2013                           | Jang Sel-gi      | Corea del Sud  | Gangwon State University    | [ 21 ] |
| 2014                           | Hina Sugita      | Giappone       | Fujieda Junshin High School |        |
| 2015                           | Rikako Kobayashi | Giappone       | Tokiwagi Gakuen High School | [ 22 ] |
| 2016                           | Fuka Nagano      | Giappone       | Urawa Red Diamonds          | [ 23 ] |
| 2017                           | Sung Hyang-sim   | Corea del Nord | Pyongyang City              | [ 24 ] |
| 2018                           | Saori Takarada   | Giappone       | Cerezo Osaka Sakai          |        |
| 2019                           | Jun Endo         | Giappone       | Nippon TV Beleza            | [ 25 ] |
| Non assegnato dal 2020 al 2021 |                  |                |                             |        |
| 2022                           | Maika Hamano     | Giappone       | INAC Kobe Leonessa          | [ 26 ] |
| 2023                           | Chae Un-yong     | Corea del Nord | Wolmido SC                  | [ 27 ] |

### AFC Foreign Player of the Year
| Anno | Calciatore      | Nazionalità | Club                 |
| ---- | --------------- | ----------- | -------------------- |
| 2012 | Rogerinho       | Brasile     | Al-Kuwait            |
| 2013 | Muriqui         | Brasile     | Guangzhou Evergrande |
| 2014 | Asamoah Gyan    | Ghana       | Al Ain               |
| 2015 | Ricardo Goulart | Brasile     | Guangzhou Evergrande |

### Giocatore asiatico di calcio a 5 dell'anno

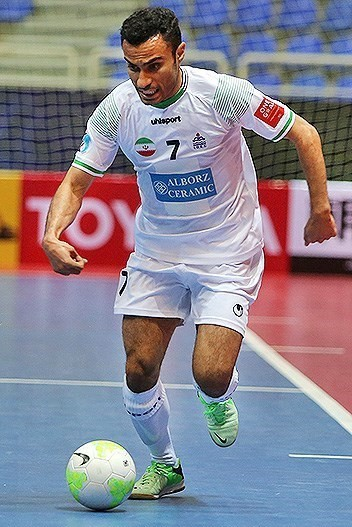
Ali Hassanzadeh, quattro volte miglior giocatore di Futsal (2014, 2016, 2017, 2018).

| Anno                           | Giocatore            | Nazionale     | Squadra           | Note          |
| ------------------------------ | -------------------- | ------------- | ----------------- | ------------- |
| 2006                           | Kenichiro Kogure     | Giappone      | Nagoya Oceans     |               |
| 2007                           | Vahid Shamsaei       | Iran          | TAM IKCO          |               |
| 2008                           | Vahid Shamsaei       | Iran          | Foolad Mahan      |               |
| 2009                           | Non assegnato        | Non assegnato | Non assegnato     | Non assegnato |
| 2010                           | Mohammad Taheri      | Iran          | Foolad Mahan      |               |
| 2011                           | Mohammad Keshavarz   | Iran          | Giti Pasand       |               |
| 2012                           | Rafael Henmi         | Giappone      | Nagoya Oceans     | [ 28 ]        |
| 2013                           | Suphawut Thueanklang | Thailandia    | Chonburi          | [ 29 ]        |
| 2014                           | Ali Hassanzadeh      | Iran          | Noril'skij Nikel' |               |
| 2015                           | Vahid Shamsaei       | Iran          | Tasisat Daryaei   | [ 30 ]        |
| 2016                           | Ali Hassanzadeh      | Iran          | Giti Pasand       | [ 31 ]        |
| 2017                           | Ali Hassanzadeh      | Iran          | Giti Pasand       | [ 32 ]        |
| 2018                           | Ali Hassanzadeh      | Iran          | Nanling Tielang   |               |
| 2019                           | Tomoki Yoshikawa     | Giappone      | Nagoya Oceans     | [ 33 ]        |
| Non assegnato dal 2020 al 2021 |                      |               |                   |               |
| 2022                           | Moslem Oladghobad    | Iran          | Palma             | [ 34 ]        |
| 2023                           | Saeid Abbasi         | Iran          | Valdepeñas        | [ 11 ]        |

## Premi allenatori
Dal 1994 l'AFC assegna anche il premio per il miglior allenatore in Asia dell'anno solare. Fino all'edizione 2006 veniva assegnato un unico premio per cui concorrevano sia gli allenatori delle squadre maschili che quelli delle squadre femminili; a partire dall'edizione 2007 vengono assegnati due premi differenti.

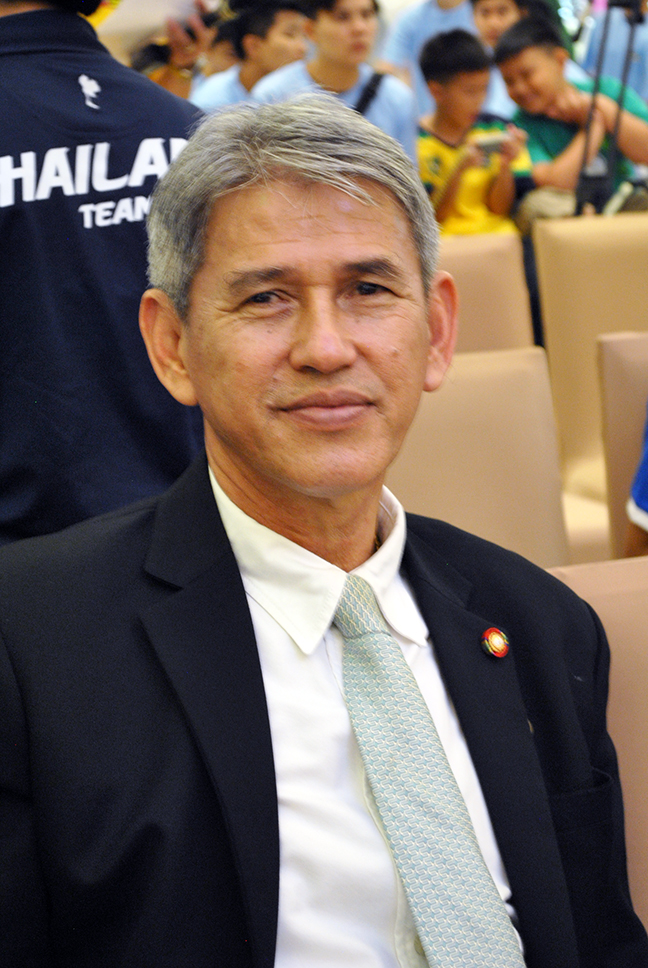
Charnwit Polcheewin, l'allenatore vincitore della prima edizione del premio nel 1994

| Anno | Allenatore          | Squadra               |
| ---- | ------------------- | --------------------- |
| 1994 | Charnwit Polcheewin | Thai Farmers Bank     |
| 1995 | Park Jong-hwan      | Cheonan Ilhwa Chunma  |
| 1996 | Ma Yuanan           | Cina                  |
| 1997 | Cha Bum-kun         | Corea del Sud         |
| 1998 | Takashi Kuwahara    | Júbilo Iwata          |
| 1999 | Mahmoud Rakhimov    | Uzbekistan            |
| 2000 | Philippe Troussier  | Giappone              |
| 2001 | Nasser Al-Johar     | Arabia Saudita        |
| 2002 | Guus Hiddink        | Corea del Sud         |
| 2003 | Cha Kyung-bok       | Seongnam Ilhwa Chunma |
| 2004 | Adnan Hamad         | Iraq                  |
| 2005 | Non assegnato       | Non assegnato         |
| 2006 | Choe Kwang-sok      | Corea del Nord U-20   |

### Allenatore maschile asiatico dell'anno
| Anno                           | Allenatore       | Squadra                  | Note   |
| ------------------------------ | ---------------- | ------------------------ | ------ |
| 2007                           | Rauf Inileev     | Uzbekistan               |        |
| 2008                           | Akira Nishino    | Gamba Osaka              |        |
| 2009                           | Huh Jung-moo     | Corea del Sud            |        |
| 2010                           | Takeshi Okada    | Giappone                 |        |
| 2011                           | Norio Sasaki     | Giappone                 |        |
| 2012                           | Kim Ho-kon       | Ulsan Hyundai            | [ 35 ] |
| 2013                           | Choi Yong-soo    | FC Seoul                 | [ 36 ] |
| 2014                           | Tony Popovic     | Western Sydney Wanderers | [ 37 ] |
| 2015                           | Ange Postecoglou | Australia                | [ 38 ] |
| 2016                           | Choi Kang-hee    | Jeonbuk Hyundai Motors   | [ 39 ] |
| 2017                           | Takafumi Hori    | Urawa Red Diamonds       | [ 40 ] |
| 2018                           | Go Oiwa          | Kashima Antlers          |        |
| 2019                           | Chung Jung-yong  | Corea del Sud U-20       | [ 41 ] |
| Non assegnato dal 2020 al 2021 |                  |                          |        |
| 2022                           | Hajime Moriyasu  | Giappone                 |        |
| 2023                           | Go Oiwa          | Giappone U-23            | [ 11 ] |

### Allenatore femminile asiatico dell'anno
| Anno                           | Allenatore      | Squadra            | Note          |
| ------------------------------ | --------------- | ------------------ | ------------- |
| 2007                           | Tom Sermanni    | Australia          |               |
| 2008                           | Kim Kwang-min   | Corea del Nord     |               |
| 2009                           | Non assegnato   | Non assegnato      | Non assegnato |
| 2010                           | Kim Tae-hee     | Corea del Sud U-17 |               |
| 2011                           | Takako Tezuka   | Giappone U-20      |               |
| 2012                           | Asako Takakura  | Giappone U-17      | [ 42 ]        |
| 2013                           | Asako Takakura  | Giappone U-17      | [ 43 ]        |
| 2014                           | Asako Takakura  | Giappone U-17      | [ 44 ]        |
| 2015                           | Asako Takakura  | Giappone U-20      | [ 45 ]        |
| 2016                           | Chan Yuen-ting  | Eastern Sports     | [ 46 ]        |
| 2017                           | Asako Takakura  | Giappone           | [ 47 ]        |
| 2018                           | Asako Takakura  | Giappone           |               |
| 2019                           | Asako Takakura  | Giappone           | [ 48 ]        |
| Non assegnato dal 2020 al 2021 |                 |                    |               |
| 2022                           | Shui Qingxia    | Cina               |               |
| 2023                           | Park Youn-jeong | Corea del Sud U-20 | [ 11 ]        |

## Premi per arbitri

### Arbitro asiatico dell'anno
| Anno | Arbitro          | Note | Assistente arbitrale    | Note          |
| ---- | ---------------- | ---- | ----------------------- | ------------- |
| 1996 | Pirom Un-prasert |      | Al Musawi Mohamed Ahmed |               |
| 2002 | Toru Kamikawa    |      | Ali Al Traifi           |               |
| 2003 | Masoud Moradi    |      | Non assegnato           | Non assegnato |
| 2004 | Lu Jun           |      | Non assegnato           | Non assegnato |
| 2005 | Shamsul Maidin   |      | Non assegnato           | Non assegnato |
| 2006 | Shamsul Maidin   |      | Non assegnato           | Non assegnato |

### Arbitro maschile asiatico dell'anno

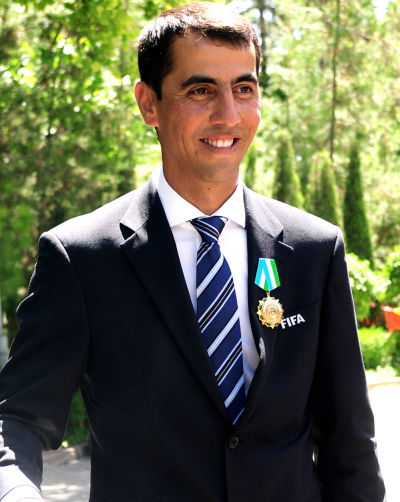
Ravshan Irmatov, per cinque volte miglior arbitro d'Asia (2008, 2009, 2010, 2011, 2014)

| Anno                           | Arbitro                                                   | Note                   | Assistente arbitrale    | Note          | Assistente VAR  | Note          |
| ------------------------------ | --------------------------------------------------------- | ---------------------- | ----------------------- | ------------- | --------------- | ------------- |
| 2007                           | Mark Shield                                               |                        | Mohamed Hamad Al Ghamdi |               | Non assegnato   | Non assegnato |
| 2008                           | Ravshan Irmatov                                           |                        | Tammam Hamdoun          |               | Non assegnato   | Non assegnato |
| 2009                           | Ravshan Irmatov                                           |                        | Matthew Cream           |               | Non assegnato   | Non assegnato |
| 2010                           | Ravshan Irmatov                                           |                        | Toru Sagara             |               | Non assegnato   | Non assegnato |
| 2011                           | Ravshan Irmatov                                           |                        | Abdukhamidullo Rasulov  |               | Non assegnato   | Non assegnato |
| 2012                           | Yuichi Nishimura                                          | [ 49 ]                 | Abdukhamidullo Rasulov  | [ 50 ]        | Non assegnato   | Non assegnato |
| 2013                           | Ben Williams                                              | [ 51 ]                 | Toshiyuki Nagi          | [ 52 ]        | Non assegnato   | Non assegnato |
| 2014                           | Ravshan Irmatov                                           | [ 53 ]                 | Matthew Cream           |               | Non assegnato   | Non assegnato |
| 2015                           | Fahad Al-Mirdasi                                          | [ 54 ]                 | Abdulah Al-Shalwai      | [ 54 ]        | Non assegnato   | Non assegnato |
| 2015                           | Fahad Al-Mirdasi                                          | [ 54 ]                 | Abu Bakar Al-Amri       | [ 54 ]        | Non assegnato   | Non assegnato |
| 2016                           | Alireza Faghani                                           | [ 55 ]                 | Reza Sokhandan          | [ 55 ]        | Non assegnato   | Non assegnato |
| 2016                           | Alireza Faghani                                           | [ 55 ]                 | Mohammad Reza Mansouri  | [ 55 ]        | Non assegnato   | Non assegnato |
| 2017                           | Bakhtiyor Namazov                                         | [ 56 ]                 | Non assegnato           | Non assegnato | Non assegnato   | Non assegnato |
| 2018                           | Alireza Faghani                                           |                        | Reza Sokhandan          |               | Non assegnato   | Non assegnato |
| 2018                           | Alireza Faghani                                           | Mohammad Reza Mansouri |                         |               | Non assegnato   | Non assegnato |
| Non assegnato dal 2019 al 2021 |                                                           |                        |                         |               | Non assegnato   | Non assegnato |
| 2022                           | Chris Beath                                               |                        | Ashley Beecham          |               | Ammar Al-Jneibi |               |
| 2022                           | Chris Beath                                               | Anton Schetinin        |                         |               | Ammar Al-Jneibi |               |
| 2023                           | Yuichi Hatano Abdullah Al-Salehi Ibrahim Yousif Al Raeesi |                        |                         |               |                 |               |

### Arbitro femminile asiatico dell'anno
| Anno | Arbitro           | Note          | Assistente arbitrale | Note   |
| ---- | ----------------- | ------------- | -------------------- | ------ |
| 2007 | Tammy Ogston      |               | Liu Hsiu-mei         |        |
| 2008 | Sachiko Baba      |               | Hisae Yoshizawa      |        |
| 2009 | Eun Ah Hong       |               | Zhang Lingling       |        |
| 2010 | Sachiko Yamagishi |               | Shiho Ayukai         |        |
| 2011 | Sachiko Yamagishi |               | Sarah Ho             |        |
| 2012 | Sachiko Yamagishi | [ 57 ]        | Kim Kyoung-min       | [ 58 ] |
| 2013 | Sachiko Yamagishi | [ 59 ]        | Allyson Flynn        | [ 60 ] |
| 2014 | Rita Gani         | [ 61 ]        | Kim Kyoung-min       |        |
| 2015 | Non assegnato     | Non assegnato | Non assegnato        |        |
| 2016 | Kate Jacewicz     | [ 55 ]        | Renae Coghill        | [ 55 ] |
| 2016 | Kate Jacewicz     | [ 55 ]        | Uvena Fernandes      | [ 55 ] |

## Altri premi

### Premio Fair Play
| Anno | Nazione       | Note   |
| ---- | ------------- | ------ |
| 1996 | Iran          |        |
| 2002 | Corea del Sud |        |
| 2003 | Corea del Sud |        |
| 2004 | Cina          |        |
| 2005 | Hong Kong     |        |
| 2006 | Corea del Sud |        |
| 2007 | Giappone      |        |
| 2007 | Corea del Sud |        |
| 2008 | Giappone      |        |
| 2008 | Taiwan        |        |
| 2009 | Giappone      |        |
| 2010 | Giappone      |        |
| 2011 | Corea del Sud |        |
| 2012 | Uzbekistan    | [ 62 ] |
| 2013 | Cina          | [ 63 ] |
| 2014 | Corea del Sud | [ 64 ] |
| 2015 | Giappone      | [ 65 ] |

### Associazione membro dell'anno
| Anno | Nazione        | Note   |
| ---- | -------------- | ------ |
| 2005 | Qatar          |        |
| 2006 | Corea del Nord |        |
| 2007 | Cina           |        |
| 2007 | Giappone       |        |
| 2008 | Giappone       |        |
| 2008 | Australia      |        |
| 2009 | Corea de Nord  |        |
| 2009 | Giappone       |        |
| 2010 | Giappone       |        |
| 2011 | Giappone       |        |
| 2012 | Iran           | [ 66 ] |

| Anno | MA Inspirante | Ref.   | MA Sviluppo    | Ref.   | MA Ascesa    | Ref.   |
| ---- | ------------- | ------ | -------------- | ------ | ------------ | ------ |
| 2013 | Cina          | [ 67 ] | Giordania      | [ 68 ] | Pakistan     | [ 69 ] |
| 2014 | Giappone      | [ 70 ] | Corea del Nord | [ 71 ] | Kirghizistan | [ 72 ] |
| 2015 | Giappone      | [ 73 ] | Hong Kong      | [ 74 ] | Bangladesh   | [ 75 ] |
| 2016 | Giappone      | [ 76 ] | India          | [ 77 ] | Bhutan       | [ 78 ] |
| 2017 | Iran          | [ 79 ] | Vietnam        | [ 80 ] | Afghanistan  | [ 81 ] |
| 2018 | Giappone      |        | Corea del Nord |        | Mongolia     |        |
| 2019 | Giappone      | [ 82 ] | Hong Kong      | [ 82 ] | Guam         | [ 82 ] |

| Anno | Platino    | Diamante   | Oro       | Rubino | Note   |
| ---- | ---------- | ---------- | --------- | ------ | ------ |
| 2022 | Uzbekistan | Libano     | Hong Kong | Guam   |        |
| 2023 | Giappone   | Thailandia | Nepal     | Laos   | [ 11 ] |

### Riconoscimento del Presidente per lo sviluppo del calcio
| Anno | Nazioni   | Nazioni   | Nazioni    | Note   |
| ---- | --------- | --------- | ---------- | ------ |
| 2013 | Giappone  |           |            | [ 83 ] |
| 2014 | India     | Filippine | Tagikistan | [ 84 ] |
| 2015 | Vietnam   | Giappone  | Brunei     | [ 85 ] |
| 2016 | Australia | Filippine | Brunei     | [ 86 ] |

| Anno | MA Ispirante | MA Sviluppo | MA Ascesa | Note   |
| ---- | ------------ | ----------- | --------- | ------ |
| 2017 | Cina         | Singapore   | Bhutan    | [ 87 ] |
| 2018 | Cina         | Singapore   | Palestina |        |
| 2019 | Cina         | Singapore   | Brunei    | [ 88 ] |

| Anno | Oro       | Argento | Bronzo  | Note   |
| ---- | --------- | ------- | ------- | ------ |
| 2022 | Australia | Guam    | India   |        |
| 2023 | Australia | India   | Vietnam | [ 11 ] |

### Premio Dream Asia
| Anno | Nazione             | Note   |
| ---- | ------------------- | ------ |
| 2010 | Australia           |        |
| 2011 | Qatar               |        |
| 2012 | Emirati Arabi Uniti | [ 89 ] |
| 2013 | Birmania            | [ 90 ] |
| 2014 | Qatar               | [ 91 ] |
| 2015 | Giappone            | [ 92 ] |
| 2016 | Qatar               | [ 93 ] |
| 2017 | Giappone            | [ 94 ] |
| 2018 | Cina (Ispirante)    | [ 95 ] |
| 2018 | Malaysia (Sviluppo) | [ 95 ] |
| 2018 | Mongolia (Ascesa)   | [ 95 ] |

### Premio Diamond of Asia
| Anno                           | Nome                            | Note    |
| ------------------------------ | ------------------------------- | ------- |
| 2004                           | Abdul Rahman bin Sa'ud Al Sa'ud |         |
| 2005                           | Saburō Kawabuchi                |         |
| 2006                           | Sepp Blatter                    |         |
| 2007                           | Lennart Johansson               |         |
| 2008                           | Ken Naganuma                    |         |
| 2009                           | Farouk Bouzo                    |         |
| 2010                           | Najib Razak                     |         |
| 2011                           | Ahmad Shah di Pahang            |         |
| 2012                           | Hamzah Abu Samah                | [ 96 ]  |
| 2013                           | Chung Mong-joon                 | [ 97 ]  |
| 2014                           | Junji Ogura                     | [ 98 ]  |
| 2015                           | Abdullah Khalid Al Dabal        |         |
| 2016                           | Issa Hayatou                    | [ 99 ]  |
| 2017                           | Yousuf al-Serkal                | [ 100 ] |
| 2018                           | Zhang Jilong                    |         |
| 2019                           | Abdullah of Pahang              | [ 88 ]  |
| Non assegnato dal 2020 al 2021 |                                 |         |
| 2022                           | Saoud Al-Mohannadi              |         |
| 2023                           | Gianni Infantino                | [ 11 ]  |